# Kloster St. Maria von Percheio
Das Kloster St. Maria von Percheio (auch: Kloster Ysotis) war von  etwa 1221 bis 1261 ein Zisterzienserinnenkloster im Lateinischen Kaiserreich, heute in der Türkei. Es lag in oder bei Konstantinopel.

## Geschichte
Um das Jahr 1221 hatten sich Zisterzienserinnen in dem bis dahin griechisch-orthodoxen Kloster St. Maria von Percheio etabliert. Der Konvent wurde der Aufsicht des Abtes des Klosters Sanctus Angelus in Petra unterstellt. Die geringe Quellenlage deutet darauf hin, dass der Nonnenkonvent größeren Besitz gehabt haben muss. Nachweisbar sind Besitzungen in Akkon und ein Darlehen von 4300 Hyperpyra, die der Konvent Kaiser Balduin II. gewährte. Das Kloster fand wahrscheinlich mit dem Lateinischen Kaiserreich im Jahr 1261 sein Ende.

## Bauten und Anlage
Informationen, auch über die genaue Lage, sind nicht verfügbar.